# Izumi Tōdō
Izumi Tōdō (東堂 いづみ?, Tōdō Izumi) è uno pseudonimo che rappresenta il contributo del personale dello studio di animazione Toei Animation, a cui è attribuita la creazione di serie come Magica Doremì e Pretty Cure.
Il nome deriva da Tōei Dōga (il precedente nome della Toei Animation) e Ōizumi Studio (in kanji: 東映動画大泉スタジオ).

## Serie create
- Magica Doremì
  - Ojamajo DoReMi (1999-2000)[1]
  - Ojamajo DoReMi ♯ (2000-2001)[2]
  - Mo~tto! Ojamajo DoReMi (2001-2002)[3]
  - Ojamajo DoReMi Dokka~n! (2002-2003)[4]
  - Ojamajo DoReMi Na-i-sho (2004)[5]
- Shinzo (2000)
- Pip Pop Pattle (2000-2001)
- Nadja (2003-2004)[6]
- Pretty Cure
  - Pretty Cure (2004-2005)[7]
  - Pretty Cure Max Heart (2005-2006)[8]
  - Pretty Cure Splash Star (2006-2007)[9]
  - Yes! Pretty Cure 5 (2007-2008)[10]
  - Yes! Pretty Cure 5 GoGo! (2008-2009)[11]
  - Fresh Pretty Cure! (2009-2010)[12]
  - HeartCatch Precure! (2010-2011)[13]
  - Suite Precure♪ (2011-2012)[14]
  - Smile Precure! (2012-2013)[15]
  - Dokidoki! Precure (2013-2014)[16]
  - HappinessCharge Precure! (2014-2015)[17]
  - Go! Princess Precure (2015-2016)[18]
  - Mahō tsukai Precure! (2016-2017)[19]
  - Kirakira ☆ Precure À La Mode (2017-2018)[20]
  - HUGtto! Precure (2018-2019)[21]
  - Star☆Twinkle Precure (2019-2020)[22]
  - Healin' Good ♥ Precure (2020-2021)[23]
  - Tropical-Rouge! Precure (2021-2022)[24]
  - Delicious Party ♡ Precure (2022-2023)[25]
  - Hirogaru Sky! Precure (2023-2024)[26]
  - Power of Hope: Pretty Cure Full Bloom (2023)[27]
  - Wonderful Precure! (2024-2025)[28]
  - Witchy Pretty Cure!!: Mirai Days (2025)
  - You and Idol Precure (2025-2026)

- Gin'iro no Olynssis (2006)
- Hatara Kizzu Maihamu Gumi (2007-2008)
- Marie & Gali (2009)
- Kyōsōgiga (2011)